# William Gaston
William Gaston, född 3 oktober 1820 i Killingly, Connecticut, död 19 januari 1894 i Boston, Massachusetts, var en amerikansk politiker. Han var guvernör i delstaten Massachusetts 1875–1876. Som guvernör representerade Gaston Demokratiska partiet men i sin ungdom hade han varit whig.
Gaston utexaminerades 1840 från Brown University och studerade sedan juridik. År 1844 inledde han sin karriär som advokat i Roxbury. Som Roxburys borgmästare tjänstgjorde han 1861–1862. År 1867 blev Roxbury sedan en del av Boston och som Bostons borgmästare tjänstgjorde Gaston 1871–1872.
Gaston tillträdde 1875 som Massachusetts guvernör och efterträddes 1876 av Alexander H. Rice. År 1894 avled han och gravsattes på Forest Hills Cemetery i Boston.